# NGC 5563
NGC 5563 ist eine 14,5 mag helle Galaxie vom Hubble-Typ S? im Sternbild Jungfrau und etwa 313 Millionen Lichtjahre von der Milchstraße entfernt.
Sie wurde am 8. Mai 1864 von Albert Marth entdeckt.